# Sisowath Monireth
Sisowath Monireth (tiếng Khmer: ស៊ីសុវត្ថិ មុន្នីរ៉េត; 25 tháng 11 năm 1909 – 13 tháng 9 năm 1975) là chính khách Campuchia từng giữ chức Thủ tướng Campuchia dưới thời Pháp thuộc từ ngày 17 tháng 10 năm 1945 đến ngày 15 tháng 12 năm 1946.

## Tiểu sử
Từ năm 1939 đến năm 1945, Monireth tình nguyện gia nhập lực lượng Pháp quốc Tự do tham chiến chống phát xít Đức trong Thế chiến thứ hai. Ông được coi là một trong những thành viên nổi bật của nhà Sisowath thuộc hoàng tộc vào thời điểm đó, do trước đây ông vốn là người thừa kế ngôi vua chính thống nhưng về sau đã bị chính quyền thực dân Pháp tước đoạt ngôi vị trao lại cho Norodom Sihanouk mà họ cho là người mềm dẻo hơn và dễ thao túng hơn. Tuy vậy, vị hoàng thân này vẫn có quyền thừa kế ngai vàng dưới thời Sihanouk.
Bên cạnh đó, Hoàng thân Sisowath Monireth cùng các nhà lãnh đạo khác gồm Tem Im và Pok Thiem khởi xướng và dẫn dắt phong trào Hướng đạo Campuchia đầu tiên mang tên Ankar Khamarak Kayarith (tiền thân của Hiệp hội Hướng đạo Quốc gia Campuchia) được thành lập vào năm 1934. Kỷ nguyên đầu tiên của Phong trào Hướng đạo Campuchia trải rộng trên một số tỉnh và có tới hơn 1.000 thành viên.
Một trong những hành động đầu tiên của ông trên cương vị Thủ tướng là thành lập quân đội Campuchia hiện đại đầu tiên. Nhận được sự đồng ý của người Pháp vừa trở lại nắm quyền ở Campuchia sau thất bại của quân đội Nhật trong Thế chiến II, Hoàng thân Monireth đã thành công trong việc gầy dựng đội ngũ hạ sĩ quan thời thuộc địa cũ làm cơ sở cho một đạo quân bản địa với sứ mệnh, theo đúng bản Hiệp ước quân sự Pháp–Khmer ngày 20 tháng 11 năm 1946, là giữ vững chủ quyền của nhà vua, duy trì an ninh nội bộ và bảo vệ biên cương của đất nước.
Trong những năm sau này, Hoàng thân Monireth tạm thời làm Nguyên thủ Quốc gia từ ngày 6 tháng 4 đến ngày 13 tháng 6 năm 1960 trên cương vị Chủ tịch Hội đồng Nhiếp chính. Ông được thăng quân hàm vào năm 1963. Từ năm 1963 đến năm 1970, ông giữ chức vụ cố vấn quân sự cho Hoàng thân Sihanouk. Từ tháng 3 đến tháng 5 năm 1973, Lon Nol cho cảnh sát bắt giữ ông vì bị tình nghi có lập trường thân hoàng gia và phản đối thể chế cộng hòa.
Tháng 4 năm 1975, Khmer Đỏ tiến chiếm Phnôm Pênh. Ông vội đến Đại sứ quán Pháp để xin tị nạn cộng sản, nhưng bị từ chối thẳng thừng. Ngày 13 tháng 9 năm 1975, Khmer Đỏ bắt được vị hoàng thân này liền đem ra xử tử ngay lập tức.